# Nicolás Pizarro (jinete)
Nicolas Pizarro (Ciudad de México, 29 de septiembre de 1978) es un jinete mexicano que compite en la modalidad de salto ecuestre.  Abogado de profesión, inició su trayectoria ecuestre a los 5 años de edad en la disciplina de Alta Escuela incursionando en el salto a los 12 años.
A los 17 años, como consecuencia de un curso de verano, forma su primer grupo de alumnos y con ellos, un proyecto de vida, decidiendo dedicarse profesionalmente al deporte.
Nicolas ha participado en las dos competencias internacionales más importantes, Juegos Olímpicos de Londres 2012, y en  los FEI World Equestrian Games 2010 entre otras competencias a nivel internacional y nacional.

## resultados importantes
2020
Þ   Campeón Nacional categoría Gran Premio
Þ   7.º lugar GP Leon, México CSIW4*
Þ   Medalla de bronce y doble cero en la Copa de Naciones de Deeridge, Wellington, Estados Unidos CSIO5*
Þ   6.º lugar GP Wellington, Estados Unidos CSIO4*
Þ   1.er lugar GP San Miguel de Allende, México CSI2*
2019
Þ   5.º lugar GP Thunderbird, Langley Canadá CSIO5*
Þ   3.er lugar Derby, Spruce Meadows, Calgary Canadá CSI5*
Þ   2.º lugar GP Rocky Montain, Calgary Canadá CSI2*
Þ   2.º lugar GP San Miguel de Allende, México CSI3*
2018
Þ   9o lugar GP 1.60, Ocala Estados Unidos CSIO5*
Þ   Medalla de bronce en la Copa de Naciones de Wellington, Estados Unidos CSIO4*
Þ   2.º lugar GP 1.60, Calgary Canadá CSI5*
Þ   5.º lugar GP 1.60 LGCT México CSI5*
Þ   9o lugar GP 1.60, Langley Canadá CSIO5*
2017
Þ   6o lugar GP 1.60, Langley Canadá CSIO5*
Þ   1.er lugar 1.50, Calgalry Canadá CSI5*
Þ   Tercer lugar Nacional Categoría Gran Premio
Þ   1.er lugar GP Banorte, Ciudad de México CSI3*
Þ   1.er lugar GP Balvanera, CSI3*
2016
Þ   Medalla de Oro en la Copa de Naciones de Coapexpan, México, CSIO4*
Þ   Clasificación y participación en la Final Internacional de Copas de Naciones Furusiyya, Barcelona, España. CSIO5*
Þ   2o lugar Shell Cup 1.50, Calgary Canadá CSI5*
Þ   1.er lugar 1.45, Calgalry Canadá CSI5*
2015
Þ   Medalla de Plata en la Copa de Naciones de Coapexpan, México, CSIO4*
Þ   4.º lugar en la Copa de Naciones de Ocala, Estados Unidos CSIO4*
Þ   2.º y 3.er lugar en el Gran Premio de Coapexpan, México CSI4*
Þ   Clasificación y participación en la Final Internacional de Copas de Naciones Furusiyya, Barcelona, España.  CSIO5*
Þ   Reconocimiento al “sportsmanship and style” del WEF 2015.
2014
Þ   1.er lugar ranking FEM 2014.
Þ   1.er lugar en Gran Premio, Imperial Challenge, Calgary Canadá CSI4*
Þ   Representante del equipo Mexicano de salto en los Juegos Centroamericanos y del Caribe.
Þ   1.er lugar acumulado del tour Nacional de Equipos.
2013
Þ   1.er lugar ranking FEM 2013.
Þ   Medalla de Bronce Campeonato Nacional, Categoría Gran Premio.
Þ   1.er lugar en 2 fechas del Gran Premio del Circuito Nacional: Xalapa y Guadalajara.
Þ   9.º lugar Gran Premio de Calgary, Canadá CSIO5*
Þ   5.º jinete del equipo que representó a México en los Panamericanos.
2012
Þ   Representante del equipo Mexicano de salto en los Juegos Olímpicos Londres 2012.
Þ   1.er lugar ranking FEM 2012.
Þ   1.er lugar en 5 fechas del Gran Premio del Circuito Nacional: Avandaro, Balvanera, Hípica Guadalajara, San Miguel.
Þ   11.º lugar Gran Premio de Wiesbaden, Alemania, CSI5*
Þ   4.º lugar en la copa de Naciones de Linz, Austria, CSIO4*
Þ   3.er lugar Gran Premio de, Hagen Alemania CSI3*
2011  
Þ   2.º lugar Gran Premio de Xalapa, México, CSI3*
Þ   1.er lugar Gran Premio de San Sebastián, España, CSI3*
Þ   5.º lugar Gran Premio de Santander, España, CSI3*
Þ   4.º lugar Gran Premio del Ayuntamiento la Coruña, España, CSI4*
2010
Þ   2.º lugar Gran Premio de Wellington, Estados Unidos, CSI3*
Þ   Medalla de Plata en la Copa de Naciones de Wellington, Estados Unidos, CSIO4*
Þ   1.er lugar Gran Premio de Balvanera, México, CSIW
Þ   5.º lugar Gran Premio de Xalapa, México, CSI3*
Þ   Clasificado como el mejor Jinete mexicano en el Campeonato del Mundo, Kentucky 2010, quedando en lugar 52.
2009
Þ   Medalla de Bronce en la Copa de Naciones del Masters, Calgary Canadá, CSIO5*
Þ   1.er lugar Gran Premio de Balvanera, México, CSIW
Þ   3.er lugar Gran Premio Xalapa, México, CSI3*
Þ   10.º lugar Gran Premio CN Calgary, Canadá, CSI5*
2008
Þ   6.º lugar en la Copa de Naciones Madrid, España, CSIO5*
Þ   1.er lugar Gran Premio de Balvanera, México, CSIW
Þ   2.º lugar Gran Premio de Avandaro, México.
Þ   7.º lugar Gran Premio de Monterrey, México, CSI4*
2007
Þ   Subcampeón Nacional – Categoría Gran Premio
Þ   2.º lugar Gran Premio de Avandaro, México.
Þ   5.º lugar en el Selectivo para el Campeonato Centroamericano
Þ   4.º lugar Gran Premio de Xalapa, México.
- Datos: Q18376268
- Multimedia: Nicolás Pizarro / Q18376268